# 496

## Evenimente
- Familia lui Clovis, regele francilor, s-a creștinat.

## Nașteri
- dată necunoscută: Leonard de Limoges  (d. 545)

### Nedatate
- Childebert I, regele franc al Parisului, din Dinastia Merovingiană (d. 558)

## Decese
- 21 noiembrie: Papa Gelasius I  (n. 410)